# Schüller Möbelwerk
Schüller Möbelwerk KG er en tysk producent af køkkenmøbler med hovedkvarter i Herrieden. De producerer årligt 170.000 færdige køkkener.
I 1966 overtog Otto Schüller sin fars snedkeri og grundlagde Schüller Möbelwerk KG.